# Chetostoma stackelbergi
Chetostoma stackelbergi är en tvåvingeart som först beskrevs av Boris Borisovitsch Rohdendorf 1955.  Chetostoma stackelbergi ingår i släktet Chetostoma och familjen borrflugor. Arten är reproducerande i Sverige. Inga underarter finns listade i Catalogue of Life.